# Cedestis
Cedestis là một chi bướm đêm thuộc họ Yponomeutidae.

## Các loài
- Cedestis gysseleniella - Zeller, 1839
- Cedestis subfasciella - Stephens,  (đồng nghĩa: Cedestis farinatella Zeller, 1839 )